# Gongoma
Gongoma este o localitate din Etiopia.